# رینسو د سراتو
رینسو د سراتو (به اسپانیایی: Reinoso de Cerrato) یک شهرستان در اسپانیا است که در استان پالنسیا واقع شده‌است.

## خصوصیات
رینسو د سراتو ۲۳ کیلومترمربع مساحت و ۶۹ نفر جمعیت دارد.